# چو هاو لی
چو هاو لی (انگلیسی: Choh Hao Li؛ زاده ۲۱ آوریل ۱۹۱۳ درگذشته ۲۸ نوامبر ۱۹۸۷) یک دانشمند در زمینه Biochemist اهل چین بود.